# Châteaudun
Châteaudun é uma comuna francesa na região administrativa do Centro, no departamento Eure-et-Loir. Estende-se por uma área de 28,45 km². Em 2010 a comuna tinha 13 413 habitantes (densidade: 471,5 hab./km²).